# Puerto-ricanische Beachhandball-Nationalmannschaft der Frauen
Die puerto-ricanische Beachhandball-Nationalmannschaft der Frauen repräsentiert den Handball-Verband Puerto Ricos als Auswahlmannschaft auf internationaler Ebene bei Länderspielen im Beachhandball gegen Mannschaften anderer nationaler Verbände.
Als Unterbau fungiert die Nationalmannschaft der Juniorinnen. Das männliche Pendant ist die Puerto-ricanische Beachhandball-Nationalmannschaft der Männer.

## Geschichte
Während Puerto Rico schon länger eine vergleichsweise starke Nation im Hallenhandball in Nordamerika und der Karibik war, konnte sich der Beachhandball trotz der Insellage erst vergleichsweise spät etablieren. Seit etwa Mitte der 2010er Jahre wird der Sport auch nachhaltig von nationalen Handball-Verband unterstützt. Eine Teilnahme an den regionalen Pan-Amerikanische Meisterschaften erfolgte jedoch nicht. Nachdem sich auf Druck der Internationalen Handballföderation (IHF) im April 2019 die Pan-American Team Handball Federation (PATHF) auflöste und in den beiden Nachfolgeorganisationen Handballkonföderation Nordamerikas und der Karibik (NACHC beziehungsweise NORCA) und Süd- und mittelamerikanische Handballkonföderation (SCAHC beziehungsweise COSCABAL) aufging, war dies ein Glücksfall für Puerto Rico, die sich nun beim Kampf um die Qualifikation zu wichtigen Weltturnieren wie den Weltmeisterschaften und den World Games nicht mehr mit den Südamerikanischen Mannschaften messen mussten, sondern nun vor allem die Vereinigten Staaten und Mexiko die Gegner um die internationalen Plätze waren.
Die Frauen-Nationalmannschaft Puerto Ricos gab somit ihr internationales Debüt bei einer Meisterschaft nach mehreren Teilnahmen an Turnieren in der Region im Rahmen der erstmals durchgeführten Kontinentalmeisterschaften, den Nordamerika- und Karibikmeisterschaften 2019 auf Trinidad und Tobago. Dort konnte Puerto Rico bei der ersten Teilnahme das Halbfinale erreichen, gegen die stärkeren Mannschaften aus den USA und Mexiko konnte sie jedoch nicht bestehen und unterlag auch im Kampf um die Bronzemedaille den Gastgeberinnen, die ihren Heimvorteil nutzen konnten.
Nach einer längeren Unterbrechung der internationalen Wettbewerbe aufgrund der COVID-19-Pandemie trat Puerto Rico erneut 2022 bei den Nor.Ca. Beach Handball Championship in Acapulco, Mexiko an. Erneut erreichte die Mannschaft das Halbfinale, musste sich dieses Mal im Spiel um Platz drei aber den zweifachen WM-Teilnehmern aus der Dominikanischen Republik geschlagen geben, während die Männer und die Juniorinnen-Mannschaft den Sprung zu ihren jeweiligen Weltmeisterschaften und die Männer sogar zu den World Games schafften. Mit dem vierten Rang hat sich die Mannschaft für die im Herbst 2022 zum ersten Mal ausgetragenen Central American and Caribbean Sea and Beach Games qualifiziert. In Santa Marta, Venezuela, konnten die Puertoricanerinnen zwar als einzige Mannschaft die späteren Siegerinnen aus Mexiko in der Vorrunde bezwingen, scheiterten aber trotz des Sieges knapp am Einzug in das Halbfinale und belegten am Ende den fünften und damit vorletzten Platz.

## Teilnahmen
| World Games - 2001: keine Teilnahme - 2005: keine Teilnahme - 2009: nicht qualifiziert - 2013: nicht qualifiziert - 2017: nicht qualifiziert - 2022: nicht qualifiziert World Beach Games - 2019: nicht qualifiziert - 2023: | Weltmeisterschaften - 2001: abgesagt - 2004: nicht qualifiziert - 2006: nicht qualifiziert - 2008: nicht qualifiziert - 2010: nicht qualifiziert - 2012: nicht qualifiziert - 2014: nicht qualifiziert - 2016: nicht qualifiziert - 2018: nicht qualifiziert - 2020: qualifiziert, abgesagt - 2022: nicht qualifiziert | Pan-Amerikanische Meisterschaften - 2004: keine Teilnahme - 2008: keine Teilnahme - 2012: keine Teilnahme - 2014: keine Teilnahme - 2016: keine Teilnahme - 2018: keine Teilnahme Nordamerika- und Karibikmeisterschaften - 2019: 4. - 2022: 4. Beachgames Zentralamerikas und der Karibik - 2022: 5. |

- NKM 2019:  Sairinelis Almodovar • Grace L. Echaustegui • Nastasha Escobar • Nicole Feliciano Almodóvar • Kiara Martinez • Kiara S. Martinez • Kiara Michelle Rivera Gonzalez • Cristina Rodriguez • Katy Enid Saleh Martinez (TW) • Janellies Sánchez Sánchez[7]

- NKM 2022: Roxanaly Carrasquillo Rivera • Nicole Feliciano Almodóvar • Zuleika Fuentes Ferrer • Edith Stephanie Mercedes Tirado • Kiara Michelle Rivera Gonzalez • Lianette Rodriguez Ramirez • Katy Enid Saleh Martinez (TW) • Janellies Sánchez Sánchez • Yeisabeth Marie Valentin Butter • Natasha Valle Martinez[8]

- CACSBG 2022: Andrea Alejandra Baez Gonzalez • Yadielis Barros Feliciano • Roxanaly Carrasquillo Rivera • Nicole Feliciano Almodóvar • Zuleika Fuentes Ferrer • Edith Stephanie Mercedes Tirado • Lianette Rodriguez Ramirez • Katy Enid Saleh Martinez (TW) • Yeisabeth Marie Valentin Butter • Natasha Valle Martinez[9]

## Trainer
| Cheftrainer/in - seit 2019: Abdiel Acevedo Pérez | Co-Trainer/in - 2022 Luis D. Sánchez Luna |